# زوریخ
زوریخ (به آلمانی: Zürich) بزرگ‌ترین و پرجمعیت‌ترین شهر در کشور سوییس و مرکز کانتون زوریخ است. براساس آخرین آمار سرشماری در تاریخ ۱۱ دی ۱۳۹۵ جمعیت شهر زوریخ ۴۰۲٬۷۶۲ نفر بوده‌است. این شهر در شمال مرکزی سوییس، در دامنهٔ کوه‌های آلپ جای گرفته‌است. زوریخ، مهم‌ترین قطب اقتصادی سوییس به‌شمار رفته و گاه از آن به عنوان پایتخت فرهنگی این کشور یاد می‌شود؛ حال‌آن‌که پایتخت سیاسی سوییس، شهر برن است. زوریخ شهری با بهترین کیفیت زندگی در جهان شناخته می‌شود. این شهردر تاریخ ۲۸ شهریور سال ۱۳۹۴ به عنوان گرانقیمت‌ترین شهر جهان شناخته شد.

## تقسیم‌بندی شهری
شهر زوریخ از ۱۲ منطقه یا به آلمانی سوئیسی از ۱۲ حلقه (Kreis) تشکیل شده‌است. این منطقه‌ها به ترتیب از یک تا دوازده نامگذاری شده‌اند. منطقه یک بخش قدیمی شهر زوریخ می‌باشد.

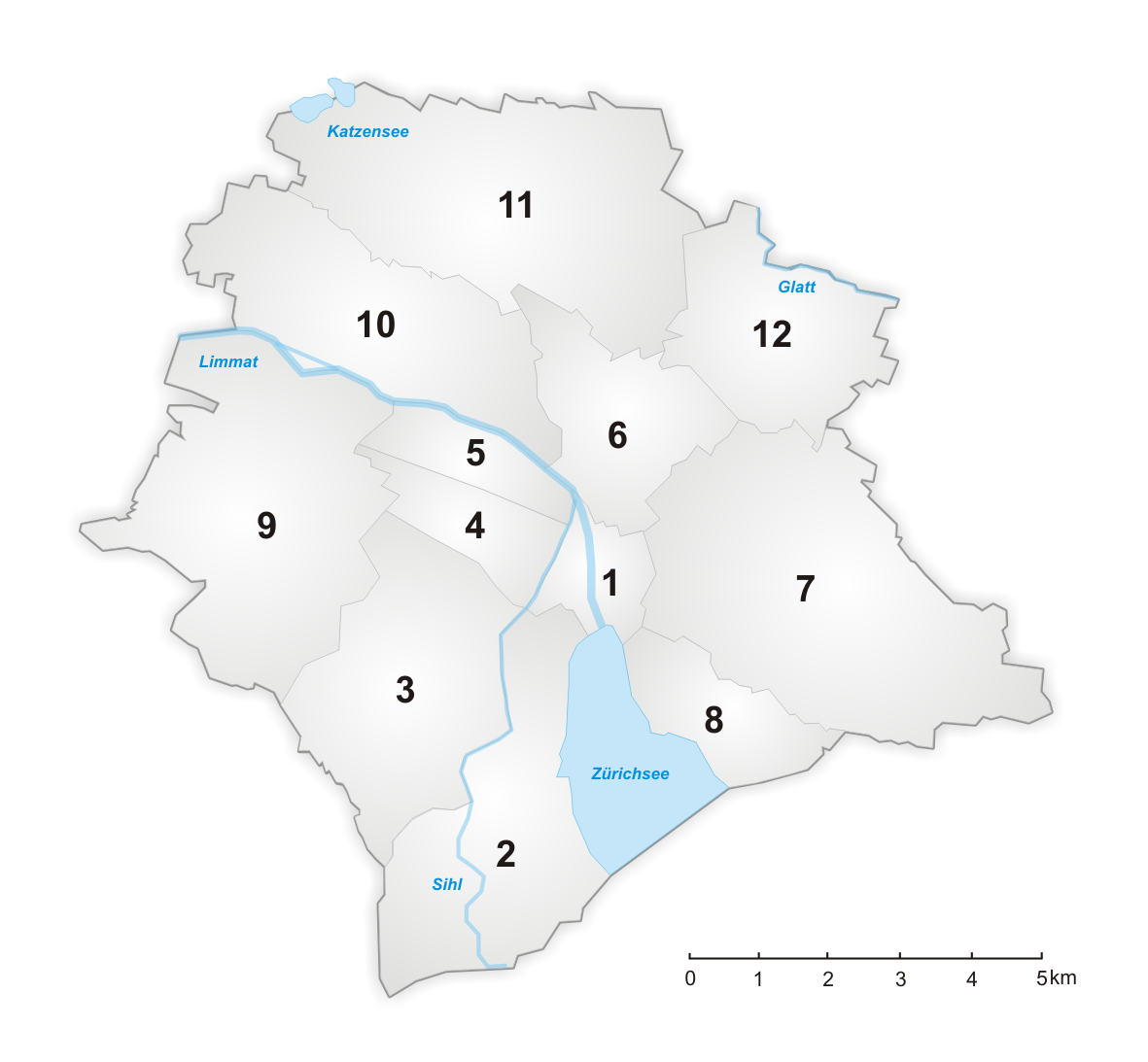
مناطق شهر زوریخ به ترتیب شماره گذاری

## دانشگاه‌های زوریخ
دانشگاه زوریخ، با بیش از ۲۵٬۰۰۰ دانشجو در مقاطع مختلف تحصیلی، بزرگ‌ترین دانشگاه در کشور سوئیس محسوب می‌شود. در حال حاضر این دانشگاه دارای دانشکده‌های هنر، اقتصاد، حقوق، علوم پزشکی، دام‌پزشکی، علوم کاربردی، الهیات و فلسفه است.
دانشگاه پلی تکنیک زوریخ، یکی از دانشگاه‌های مهم کشور سوئیس است که مرکز آن در شهر زوریخ قرار گرفته‌است.
دانشگاه پلی تکنیک زوریخ در سال ۱۸۵۴ تأسیس شد و در سال ۱۸۵۵ پذیرش دانشجو را آغاز کرد. در ابتدا دارای دانشکده‌های معماری، مهندسی عمران، مهندسی مکانیک، شیمی، جنگل داری بود.
این دانشگاه همچنین در فهرست «برترین دانشگاه‌های جهان» که توسط مؤسسهٔ اروپایی تحقیقات دانشگاهی انجام شد، در ردهٔ ۲۴ جهان قرار دارد. جایگاه این دانشگاه در بین برترین‌های جهان، در رشته‌های مهندسی، ردهٔ ۱۳ جهان و در رشته‌های علوم و ریاضیات، ردهٔ ۱۵ جهان می‌باشد.
این دانشگاه ۲۱ برندهٔ جایزهٔ نوبل را در لوح افتخارات خود دارد که یکی از آن‌ها آلبرت اینشتین بوده‌است.
در حال حاضر، بیش از ۱۷۱۸۷ در مقطع کارشناسی، دانشجویان تحصیلات تکمیلی و دکترا ثبت نام کرده‌است. پرسنل دانشگاه ۱۰۰۴۰ نفر می‌باشند.

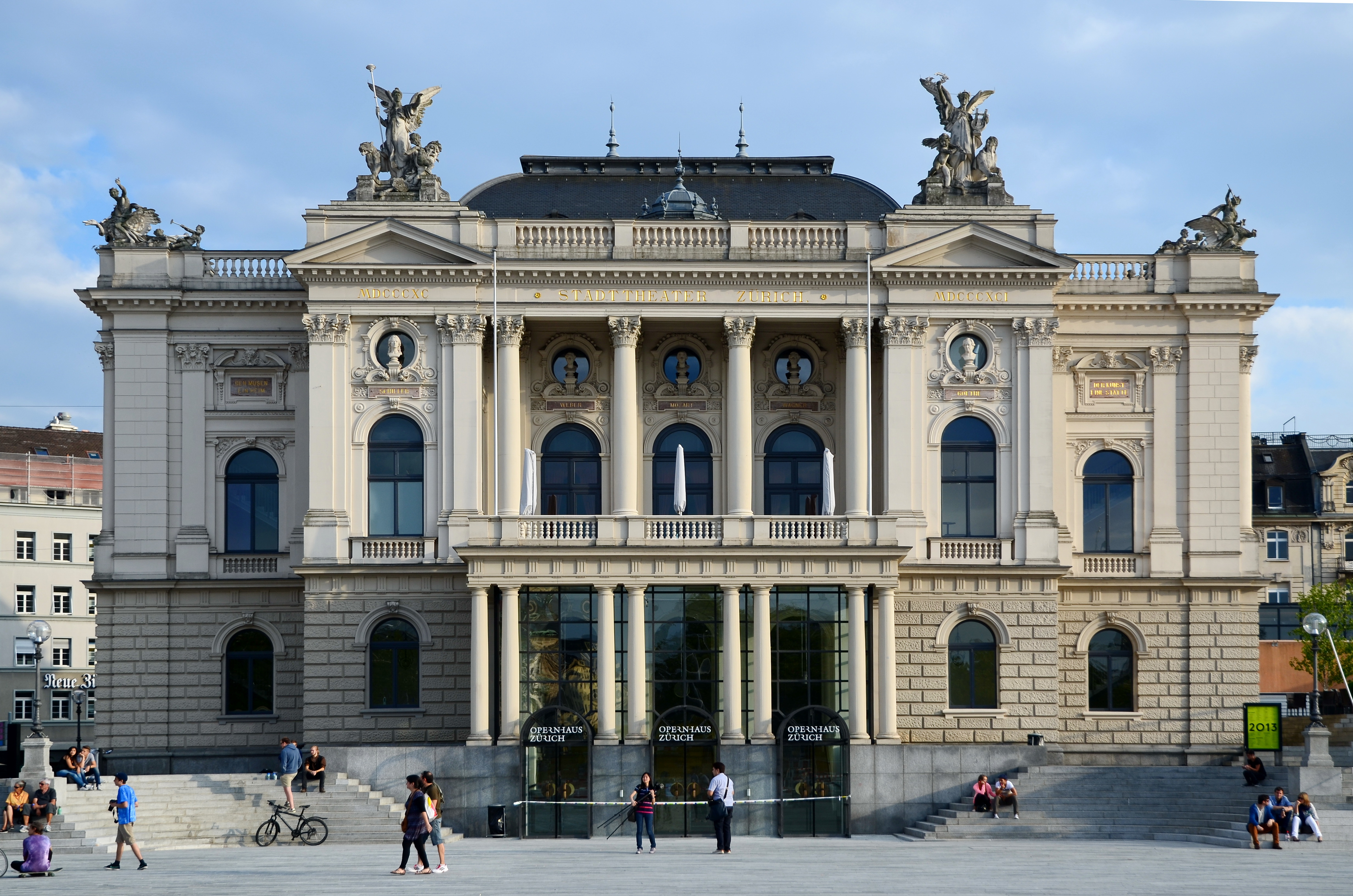
یک تالار اپرا در شهر زوریخ سوئیس است. این مکان در زگسلایتنپلاتز واقع شده‌است و از سال ۱۸۹۱ خانه اپرای زوریخ بوده و همچنین سالن تئاتر برنهارد زوریخ را در خود جای داده‌است. این مکان همچنین خانه باله زوریخ است.